# Роусторн, Изабель
Изабель Роусторн (англ. Isabel Rawsthorne, урождённая Изабель Николас (англ. Isabel Nicholas); 10 июля 1912, Лондон, Великобритания — 27 января 1992, Эссекс) — британская художница, дизайнер и натурщица. Во время Второй мировой войны она работала в пропаганде против нацизма. Роусторн была близка со многими членами художественной богемы, где имела успех, включая Джейкоба Эпстайна, Альберто Джакометти и Фрэнсиса Бэкона, и была замужем три раза: за журналистом Сефтоном Делмером и композиторами Константом Ламбертом и Аланом Роусторном.

## Биография
Изабель Николас, будучи дочерью капитана морского капитана, родилась в лондонском Ист-Энде и выросла в Ливерпуле. Она училась в Ливерпульском колледже искусства и получила стипендию на обучение в Королевской академии художеств в Лондоне, а также провела два года в мастерской скульптора Джейкоба Эпстайна.
Первая её выставка прошла успешно, и к сентябрю 1934 года она жила в Париже. Изабель работала с Андре Дереном и некоторое время жила и путешествовала с Бальтюсом и его женой. Она несколько раз служила моделью для Дерена и Пабло Пикассо. В 1936 году она впервые вышла замуж, за иностранного корреспондента «Daily Express» Сефтона Делмера. Путешествия, вечеринки и роскошные апартаменты на Вандомской площади, однако, никогда не заменяли ей левобережной жизни; и во многие дни она совершала долгие прогулки туда и обратно. Оставаясь всю свою жизнь преданной идеям социализма, Изабель посещала Испанию, когда Делмер работал репортёром на Гражданской войне в Испании.
Изабель жила в центре парижского авангарда и была связана с Альберто Джакометти. Они разделяли общие взгляды и приверженность к современной форме репрезентативной живописи. Начало Второй мировой войны вынудило её покинуть Париж. Она не бежала из него вплоть до дня прибытия немцев 14 июня 1940 года.
Она оставалась с Делмером в начале войны, но в итоге они развелись. Изабель поддерживала косвенные связи с Францией, работая в разведке и чёрной пропаганде. Во время Итальянской кампании она редактировала журнал «Il Mondo Libero». Примерно в это же время, в 1943—1944 годах, Изабель познакомилась с Фрэнсисом Бэкона в рамках арт-набора BBC, хотя подружились они вероятно лишь нескольких лет спустя. Среди её ближайших друзей военного периода были Джон Рейнер (полиграфист, журналиста и солдат (SOE), фотограф Джоан Ли Фермор (тогда Рейнер), модель Эльза Скиапарелли, Анна Филлипс, композитор Элизабет Лаченс, поэты Луис Макнис, Дилан Томас, Ян Флеминг, Питер Уотсон (редактор журнала «Horizon»), разведчик Доналд Маклейн.

## Выставки
- Isabel Nicholas Watercolours, Arnold Haskell Gallery, 1934
- Isabel Lambert, Hanover Gallery, 1949
- London — Paris (New trends in paintings and sculpture), Institute of Contemporary Art, 1950, 1955
- Exhibition of Drawings, Institute of Contemporary Art, 1951
- Exhibition of Paintings, Institute of Contemporary Art, 1954
- Contemporary English Theatre Design, Arts Council, 1957
- Isabel Lambert — Recent Paintings, Hanover Gallery, 1959
- Three Stage Designers: Leslie Hurry, Isabel Lambert, Sophie Fedorovitch, Arts Council, 1963/64
- Exhibition of Work, The Mermaid Theatre, 1966
- Exhibition of work, Arts Council Gallery, Cambridge, 1967
- Isabel Lambert, Marlborough Fine Art (London), 1968
- Exhibition of work, Framlington Art Gallery, Suffolk, 1974
- Isabel Lambert: Dancers in Action. Drawings, paintings, stage designs, October Gallery, 1986
- Exhibition of work, The Fry Art Gallery, Saffron Walden, 1990
- Isabel Rawsthorne 1912—1992 A Memorial Retrospective, Woods Gallery, Leicester, 1992
- Isabel Rawsthorne 1912—1992 Paintings, Drawings and Designs, Mercer Art Gallery/October Gallery 1997-98
- Isabel Rawsthorne Natural History, Oxford University Museum 1998—1999
- Transition: The London Art Scene in the Fifties, Barbican Art Gallery, 2002
- Epstein and Isabel: Artist and Muse, Harewood House, 2008.
- Friends and Lovers, Number 3, The Old Workhouse, Pateley Bridge, 2008-9
- Alberto Giacometti «Die Frau auf dem Wagen» Triumph und Tod, Lehmbruck Sculpture Museum, Duisburg, 2010
- Migration, The Old Workhouse, Pateley Bridge, 2010
- Isabel Rawsthorne: Moving Bodies, The New Art Gallery, Walsall, 2012